# Кеякі
«Кеякі» (Keyaki, яп. 欅) — ескортний міноносець Імперського флоту Японії, який взяв участь у Другій світовій війні.

## Історія створення
Корабель, який став двадцятим серед ескортних міноносців типу «Мацу», заклали 22 червня 1944 року на верфі флоту в Йокосуці. Спущений на воду 30 вересня, став до ладу 15 грудня того ж року.

## Історія служби
За весь час після завершення «Кеякі» не полишав вод Японського архіпелагу, при цьому з 15 березня 1945-го він належав до 53-ї дивізії ескадрених міноносців.
Капітуляцію Японії корабель застав у Йокосуці. У жовтні 1945-го «Кеякі» виключили зі списків ВМФ та призначили для участі у репатріації японців (по завершенні війни з окупованих територій на Японські острови вивезли кілька мільйонів військовослужбовців та цивільних японської національності).
5 липня 1947-го корабель передали США, після чого використали як ціль.